# Potamon (Perithelphusa) borneense
Potamon (Perithelphusa) borneense is een krabbensoort uit de familie van de Potamidae.